# Жорж Санд
Амандіна Аврора Люсіль Дюпен, у шлюбі Дюдеван (Amantine Lucile Aurore Dupin (Dudevant) (фр.: [amɑ̃tin lysil oʁɔʁ dypɛ̃], 1 липня 1804 — 8 червня 1876), знана за псевдонімом Жорж Санд (фр. George Sand) — французька новелістка, мемуаристка, соціалістка та феміністка. Одна з найпопулярніших авторів Європи за життя, в Англії 1830-х та 1840-х більш популярна, ніж Віктор Гюго та Оноре де Бальзак разом, одна з найвизначніших постатей у європейському романтизмі.

## Життєпис
Серед предків Аврори Дюпен — Моріц Саксонський, маршал Франції, що займався деякою літературною працею. Бабуся з батьківського боку була позашлюбною дочкою Маршала, в першому шлюбі графинею (Аврора не успадкувала графський титул бабусі).
Аврора була пізньою дитиною (і батьку, й матері було за 30 на час одруження). Мати була з простого народу, графиня шлюб не схвалювала. Після загибелі батька внаслідок нещасного випадку бабуся і мати Аврори розірвали стосунки. Аврора залишилась в маєтку бабусі (пізніше успадкувавши його).
Отримала освіту в Августинському жіночому монастирі Парижа, читаючи багато національної й перекладної літератури.
У 18 років одружилася з Казимиром Дюдеваном, позашлюбним сином барона. Народила сина і дочку, проте тривалим шлюб не став, і пара фактично розійшлася: у 1831 році Аврора переїхала в Париж, залишивши чоловіка управителем її маєтку Ноан в обмін на ренту; надалі зиму проводила в Парижі, а влітку з дітьми переїздила до Ноану. В 1836 році вони розлучились.
Аврора Дюдеван відрізнялася вільною поведінкою, захоплювалася «чоловічими» видами спорту, носила чоловічі костюми. Низка її коханців розпустила багато чуток.
Восени 1836 Дюдеван знайомиться з Шопеном і, попри різницю в віці (34 і 28), зав'язує з ним стосунки тривалістю в 10 років. Турбуючись про Шопена, Дюдеван жартома називала його своєю третьою дитиною. У підсумку написала літературний твір, де в інфантильному героєві Шопен упізнав себе. Ежен Делакруа написав їхній подвійний портрет.
Аврора Дюдеван померла від гострої кишкової непрохідності в садибі Ноан поблизу містечка Шатору департаменту Ендр, де й похована. У XX ст. садиба стала літературним музеєм. Були пропозиції перенести прах письменниці у паризький Пантеон, проте від них відмовилися.

## Літературна діяльність
Жінки з аристократичних родин у XIX ст. не мали права працювати. Нестача грошей спонукала Дюдеван шукати фах, а зустріч з журналістом Жулем Сандо дала можливість реалізуватись у літературі. Вона починає писати з Сандо, тоді ж бере псевдонім Санд.
Пише самостійно, і її літературні праці виявляються значно цікавішими за твори коханця. Твори Санд починають друкувати окремо, що, як другорядного малообдарованого літератора, неприємно вразило Сандо. Дюдеван рве з Сандо і бере новий, чоловічий псевдонім — Жорж Санд.
1831 року друкується перший роман Жорж Санд — «Роза і Бланш», історія юних акторки й черниці.
Аврора Дюдеван досягла визнання за життя. Баронеса приятелювала з такими митцями як Альфред де Мюссе, Проспер Меріме, батько і син Дюма, Оноре де Бальзак, Віктор Гюго. Товаришувала зі співачкою та композиторкою Поліною Віардо, з котрої писала героїню роману «Консуело».

## Збір пам'яток культури
XIX століття для Жорж Санд минуло в захопленні літературою і порятунку й вивченні пам'яток декоративно-ужиткового мистецтва. На цей період припав паризький бум розпродажу мистецтва середньовіччя, бароко, рококо, реставрації стародавніх замків і соборів.
Серед творів Жорж Санд з'являються книги «Майстри мозаїк» або «Діалоги про поезію пролетаріату». Баронеса займалась порятунком мільфльорів і аррасів середньовіччя, їздячи провінційними містами по старі килими.

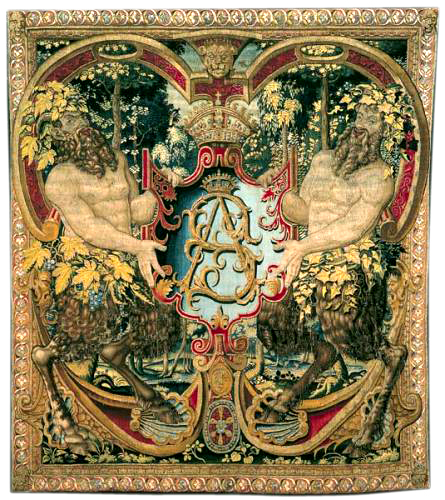
Аррас в замку Вавель, Польща

## Галерея

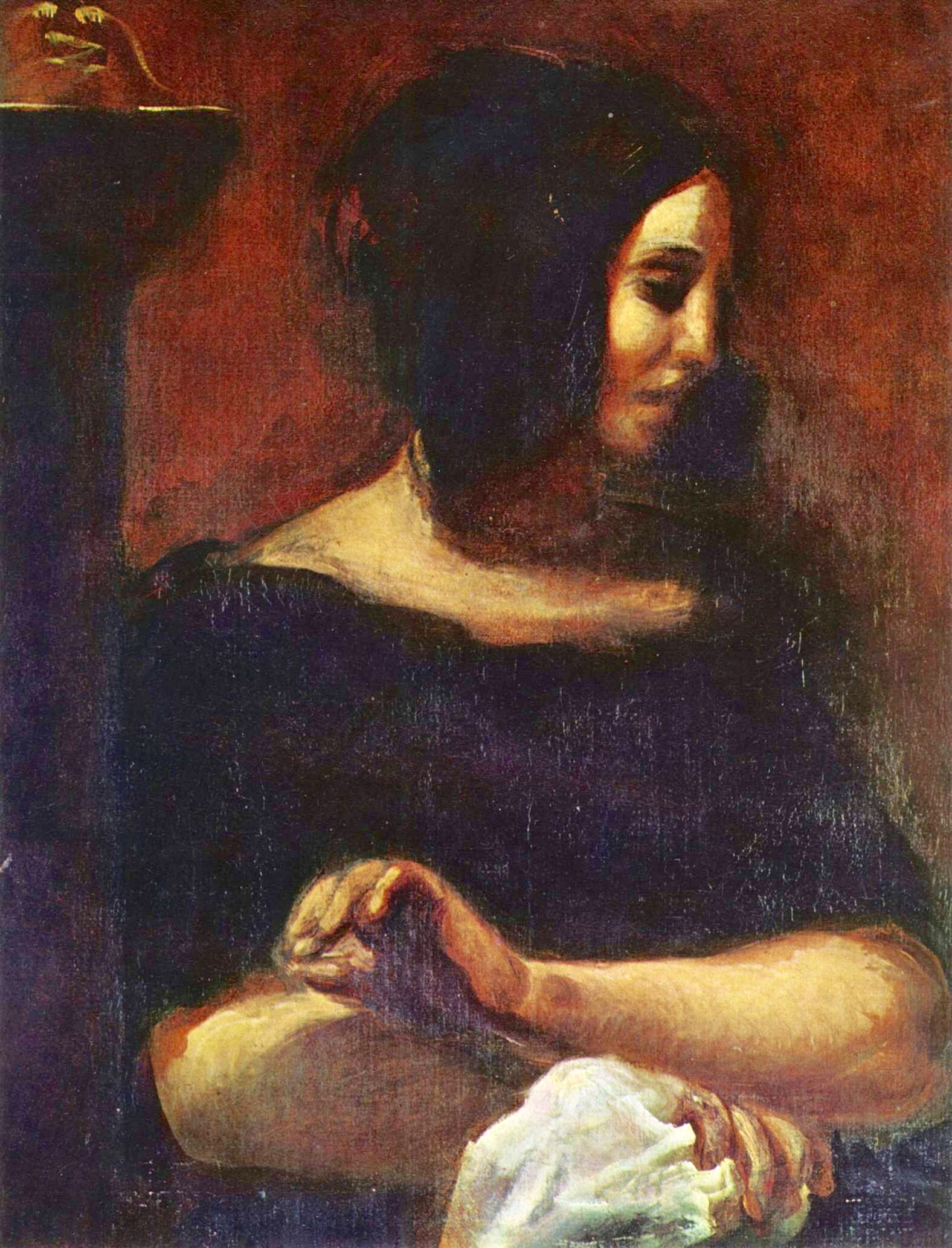
На подвійному портреті з Шопеном, Е. Делакруа
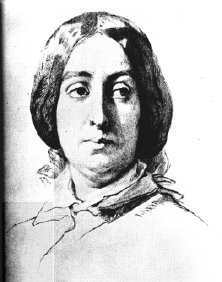
Жорж Санд, малюнок
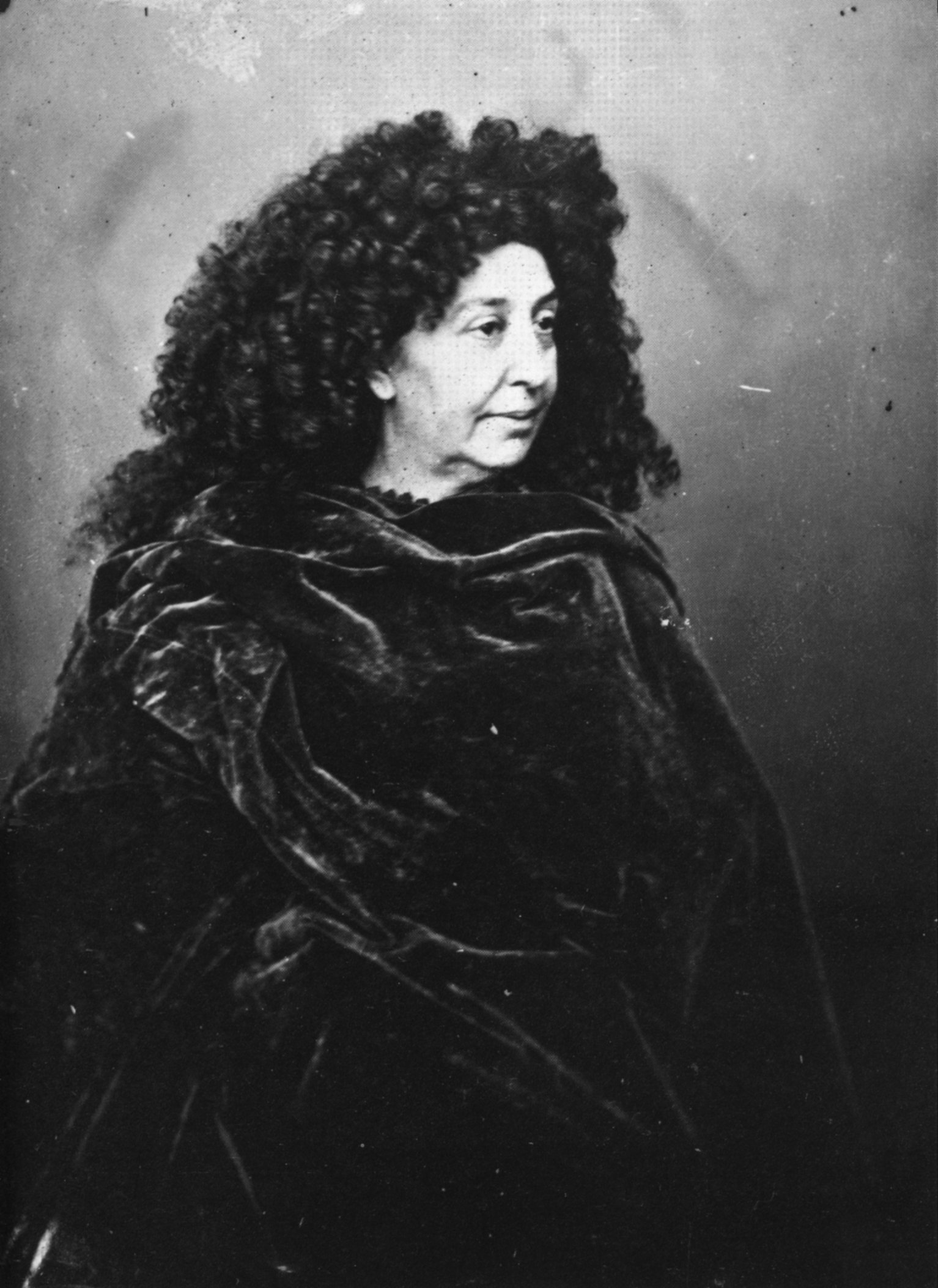
Жорж Санд, фото Фелікса Надара
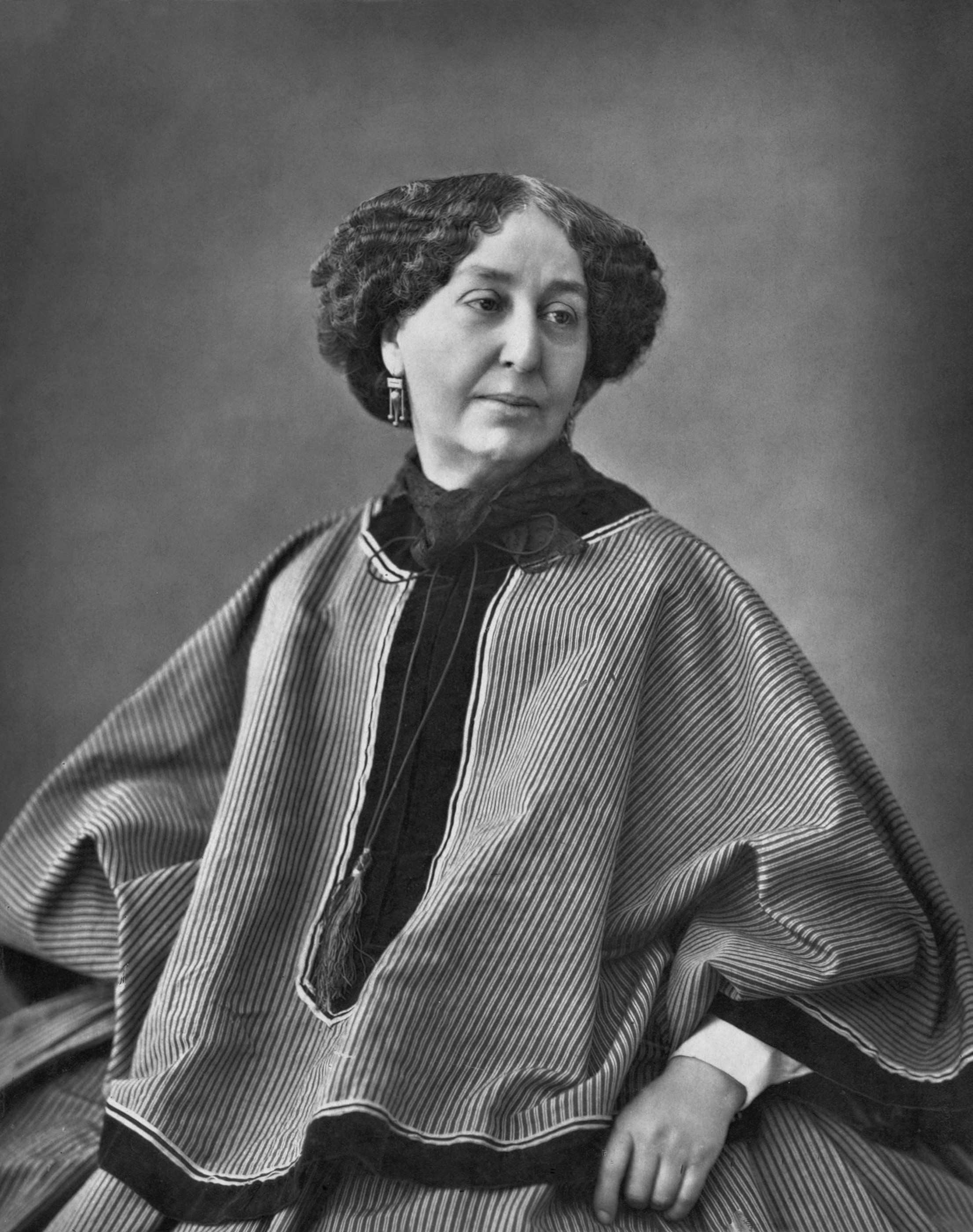
Жорж Санд, фото Ф. Надара

## Бібліографія

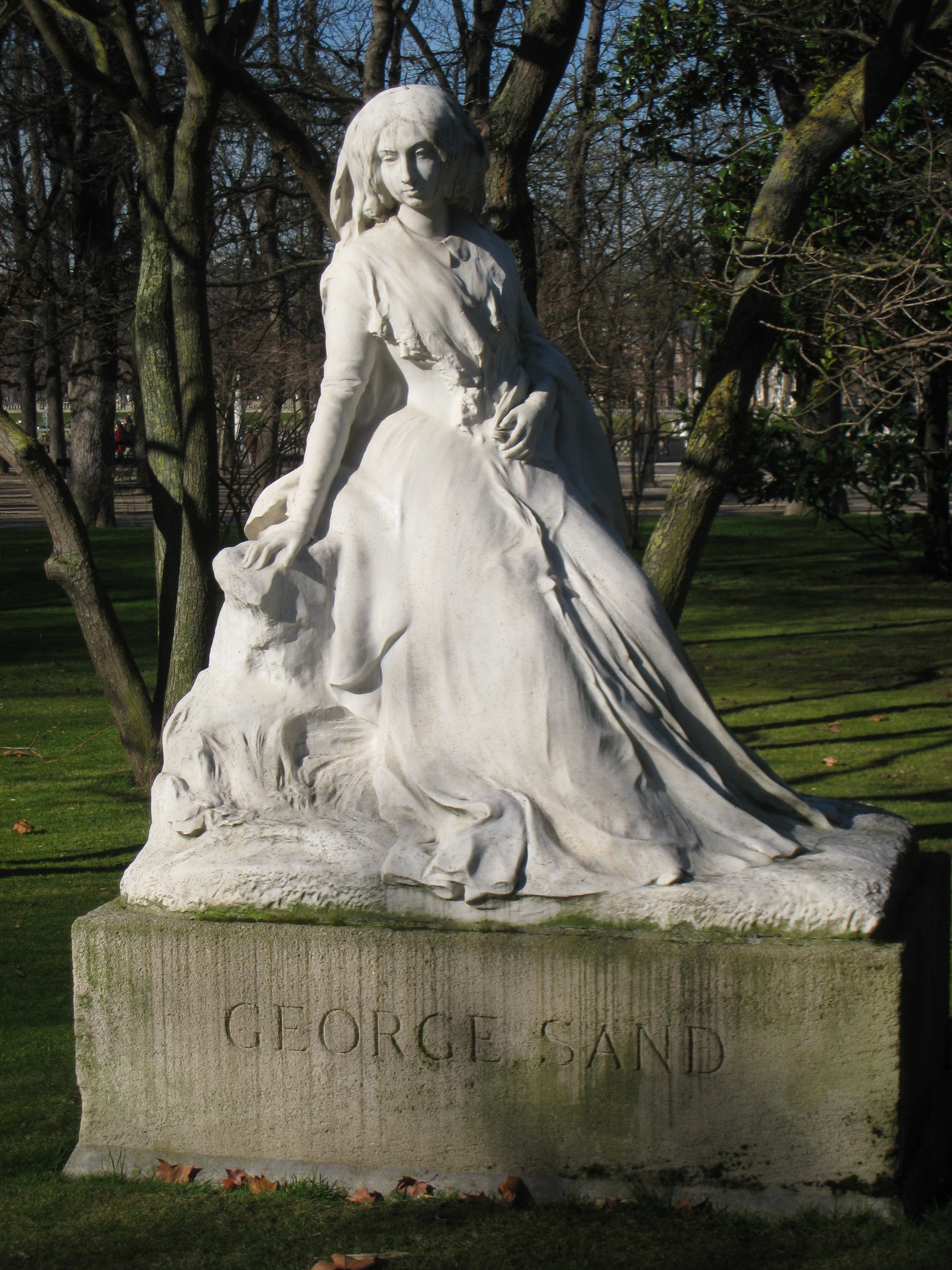
Ск. Франсуа-Леон Сікар. Письменниця Жорж Санд, Люксембурзький сад, Париж

## Переклади українською
- Жорж Занд. Гріх пана Антуана / пер. з фр. Ф.О.Яцин. — К. Х. : ДВУ, 1930. — 308 с.
- Жорж Санд. Рожева хмаринка: казка / скороч. пер. з фр. Маркіян Якубяк. — К. : Веселка, 1982. — 19 с.
- Жорж Санд. Консуело / пер. з рос. Віктор Бойко. — Х. : Фоліо, 2011. — 763 с.
- Жорж Санд. Про літературу та мистецтво / пер. з фр. Маркіян Якубяк. — Л. : Апріорі, 2016. — 264 с. — ISBN 978-617-629-314-9.
- Жорж Санд. Чортова калюжа / пер. з фр. Маркіян Якубяк. — Л. : Апріорі, 2018. — 168 с. — ISBN 978-617-629-446-7.
- Жорж Санд. Графиня Рудольштадт / пер. з рос. Віктор Бойко. — Х. : Фоліо, 2018. — 624 с. — ISBN 978-966-03-7904-6.

## Пам'ять
- 10733 Жорджсанд — астероїд, названий на честь письменниці.